# Volo Sepahan Airlines 5915
Il volo Sepahan Airlines 5915 era un collegamento di linea domestico iraniano, con partenza da Teheran e destinazione a Tabas, che si schiantò il 10 agosto 2014, con 40 passeggeri e 8 membri dell'equipaggio a bordo. L'Antonov An-140 precipitò in una zona residenziale a 5 km da Teheran poco dopo il decollo dall'aeroporto Internazionale di Mehrabad.
Delle 48 persone a bordo, 42 passeggeri e 6 membri dell'equipaggio, solo in 8 sopravvissero.

## L'aereo
L'aeromobile, un Antonov An-140 costruito nel 2008, venne completato a Esfahan con il numero di serie 90-05 e registrato da Sepahan Airlines con il codice EP-GPA. Al momento dell'incidente, aveva volato per un totale di 1370 ore. Il velivolo era un bimotore turboelica: il motore sinistro era stato prodotto nel 2007 e aveva accumulato un totale di 1311 cicli, quello di destra, prodotto nel 2004, aveva ne aveva accumulati 1 329.
L'Antonov An-140 (su cui si basa l'HESA IrAn-140) era di sviluppo relativamente recente, con i kit per assemblaggio "domestico" in Iran consegnati alla compagnia nel 2007.

## Passeggeri ed equipaggio
C'erano 42 passeggeri e un equipaggio di sei persone a bordo. Dei passeggeri, 36 erano adulti e sei erano bambini. 34 passeggeri e tutti i 6 membri dell'equipaggio rimasero uccisi nell'incidente.
Il comandante era un 63enne che aveva accumulato un totale di oltre 9400 ore di volo, di cui 2000 sugli Antonov An-140. Possedeva un certificato per pilotare tale tipologia di velivolo, riottenuto dopo una ricertificazione tre mesi prima dell'incidente. L'esame delle cartelle cliniche rivelò che non aveva limiti medici e che non era affaticato durante l'incidente.
Il primo ufficiale era un 32enne con 572 ore di volo, di cui 400 sull'An-140. Aveva iniziato il suo addestramento di transizione come comandante di Antonov An-140 nel settembre 2005. I documenti rivelarono che era ben riposato prima del volo.

## L'incidente
Il volo 5915 era diretto a Tabas, una delle principali città della provincia di Khorasan, dalla capitale iraniana, Teheran. L'aereo trasportava 42 passeggeri e 6 membri dell'equipaggio. 2 meccanici fuori servizio di Sepahan Airlines erano stati elencati come passeggeri. Il volo 5915 decollò dalla pista 29L dell'aeroporto internazionale di Teheran-Mehrabad alle 09:22 ora locale.
Solo 2 secondi prima della rotazione si verificò un malfunzionamento al motore destro. L'equipaggio, dopo il decollo, dichiarò immediatamente un'emergenza e chiese di poter tornare indietro virando a sinistra. Mentre il copilota continuava a riferire del guasto del motore alla torre, l'aereo stallò, iniziando a scendere rapidamente verso destra. L'ala destra entrò in contatto il terreno. L'aereo si schiantò tra gli alberi in un blocco residenziale vicino a Mina Glass Boulevard, nella parte occidentale di Teheran. L'impatto ruppe le linee del carburante, causando un incendio. I motori, le ali e la coda si staccarono. L'aereo colpì quindi un muro di cemento sul lato del viale ed esplose.
I servizi di emergenza dell'aeroporto vennero immediatamente informati. Tuttavia, a causa di problemi di comunicazione e di scarso coordinamento, la squadra non raggiunse il luogo dell'incidente in modo tempestivo. Almeno 11 passeggeri furono estratti vivi dal relitto e portati negli ospedali locali, tutti in gravi condizioni. Tre passeggeri, in seguito, morirono a causa delle gravi ferite, lasciando solo 8 sopravvissuti. Un totale di 40 occupanti perì nello schianto.

## Le indagini

### Guasto al motore destro
I sopravvissuti ricordarono che il motore destro del velivolo non aveva funzionato correttamente durante il decollo. L'analisi dei registri del velivolo rivelò che numerosi errori e guasti erano stati registrati a quel propulsore: almeno 2, nell'aprile del 2014. Il 23 e il 24 aprile, durante la fase di crociera del volo verso Bandar Abbas, il motore destro si era spento. Il 28 aprile, la spia di avaria del propulsore destro si era accesa per un breve periodo. Il 29 aprile, durante l'ispezione a entrambi i motori, una squadra di manutenzione aveva scoperto che una pala del compressore del motore sinistro era corrosa.
Solo 3 giorni prima dell'incidente, il 7 agosto, durante il suo volo da Tabriz a Isfahan, una violenta vibrazione era stata registrata al motore destro. Venne registrato dall'FDR, e un allarme si era attivato. Per eliminare il problema, il sensore era stato sostituito. Tuttavia, anche dopo la sostituzione c'era una differenza significativa nel movimento dei due motori, ritenuta inaffidabile e non sicura dagli investigatori. Questi dichiararono che il processo di sostituzione era stato eseguito in modo errato.
Ulteriori indagini hanno rivelato che i continui guasti del motore destro erano causati da un malfunzionamento nel sistema di alimentazione del carburante: le tubazioni verso la camera di combustione erano parzialmente tagliate. Ciò era dovuto ad un guasto del controllore elettronico del motore (noto come SAY-2000), che causava anche un ritardo nella ricezione degli allarmi nella cabina di pilotaggio.
Gli investigatori appurarono che i vari equipaggi che si erano susseguiti su quell'aeromobile avevano rilevato immediatamente il guasto del motore destro, mentre gli allarmi erano risuonati solo 14 secondi dopo.
Rapporti su precedenti studi sul sistema SAY-2000 degli Antonov An-140 rivelarono che erano state apportate alcune modifiche al software. Ciò era dovuto al fatto che eventi precedenti avevano permesso di scoprire che il sistema aveva causato numerosi guasti. Le modifiche non erano state efficaci in quanto il tale numero non è stato ridotto a un livello accettabile.

### Ulteriori scoperte
L'inchiesta permise inoltre di appurare che l'aereo era sovraccarico al momento dell'incidente. Ciò era dovuto al manuale di volo dell'aeromobile (AFM) che non era chiaro e considerato confusionario dagli investigatori. Si sospettava che l'AFM avesse confuso il pilota durante i calcoli sul peso massimo al decollo, il che causò una sopravvalutazione del peso di 190 kg. Il carburante del velivolo era anche 500 kg in più rispetto alla quantità richiesta. L'inchiesta appurò invece che l'aereo non era decollato alla corretta velocità. Invece di decollare a 120 nodi (220 km/h), l'equipaggio aveva deciso di decollare a 115 nodi (213 km/h).
In seguito al guasto del motore, i piloti avrebbero dovuto premere il pulsante di accensione per mettere in moto l'elica, ma iniziarono a discutere del problema solo 5 secondi dopo. Nessuno dei due piloti premette mai tale pulsante. 14 secondi dopo, il copilota segnalò il guasto del motore al controllo del traffico aereo. Durante gli eventi, la velocità aveva raggiunto un massimo di 121 nodi (224 km/h) prima di iniziare a calare. L'aereo andò quindi in stallo. Lo schianto era inevitabile, poiché l'altitudine era troppo bassa per un recupero in sicurezza.

### Final report
Venne stabilito che molteplici fattori avevano contribuito all'incidente. L'aereo era stato sovraccaricato di 2 666 chilogrammi (5 878 lb) e non era stato correttamente preparato per il decollo. Lo stabilizzatore avrebbe dovuto essere regolato verso l'alto tra zero e sei gradi, mentre l'impostazione utilizzata durante l'incidente era di due gradi verso il basso. Il timone non era stato centrato. I flap, che dovevano essere regolati a 15 gradi, erano estesi solo a dieci. Durante la corsa di decollo, un malfunzionamento nel sistema elettronico di erogazione del carburante aveva causato una perdita di potenza nel motore destro. Due secondi dopo, sebbene la velocità di rotazione non fosse stata ancora raggiunta, il comandante aveva fatto sollevare l'aereo. Poco dopo, l'equipaggio aveva notato il guasto del motore, ma non aveva tentato immediatamente di far ripartire l'elica. L'aereo aveva iniziato a perdere velocità, raggiungendo un'altitudine massima di 130 piedi (40 m) prima di scendere e infine entrare in uno stallo aerodinamico. Quando l'equipaggio fece ripartire l'elica, 17 secondi dopo il guasto iniziale, era troppo tardi per recuperare l'aereo, che ha colpì un'autostrada a 1,5 km dalla fine della pista. L'indagine finale si conclude:
1. Un guasto al controllore elettronico del motore (SAY-2000), contemporaneamente allo spegnimento del motore No.2, circa 2 secondi prima del decollo dell'aeromobile.
2. La tabella delle prestazioni confusionaria contenuta nel manuale, che ha portato i piloti a fare affidamento sul calcolo delle prestazioni che sovrastimano significativamente il peso massimo al decollo dell'aereo.»